# Eisenzeitliche Halle

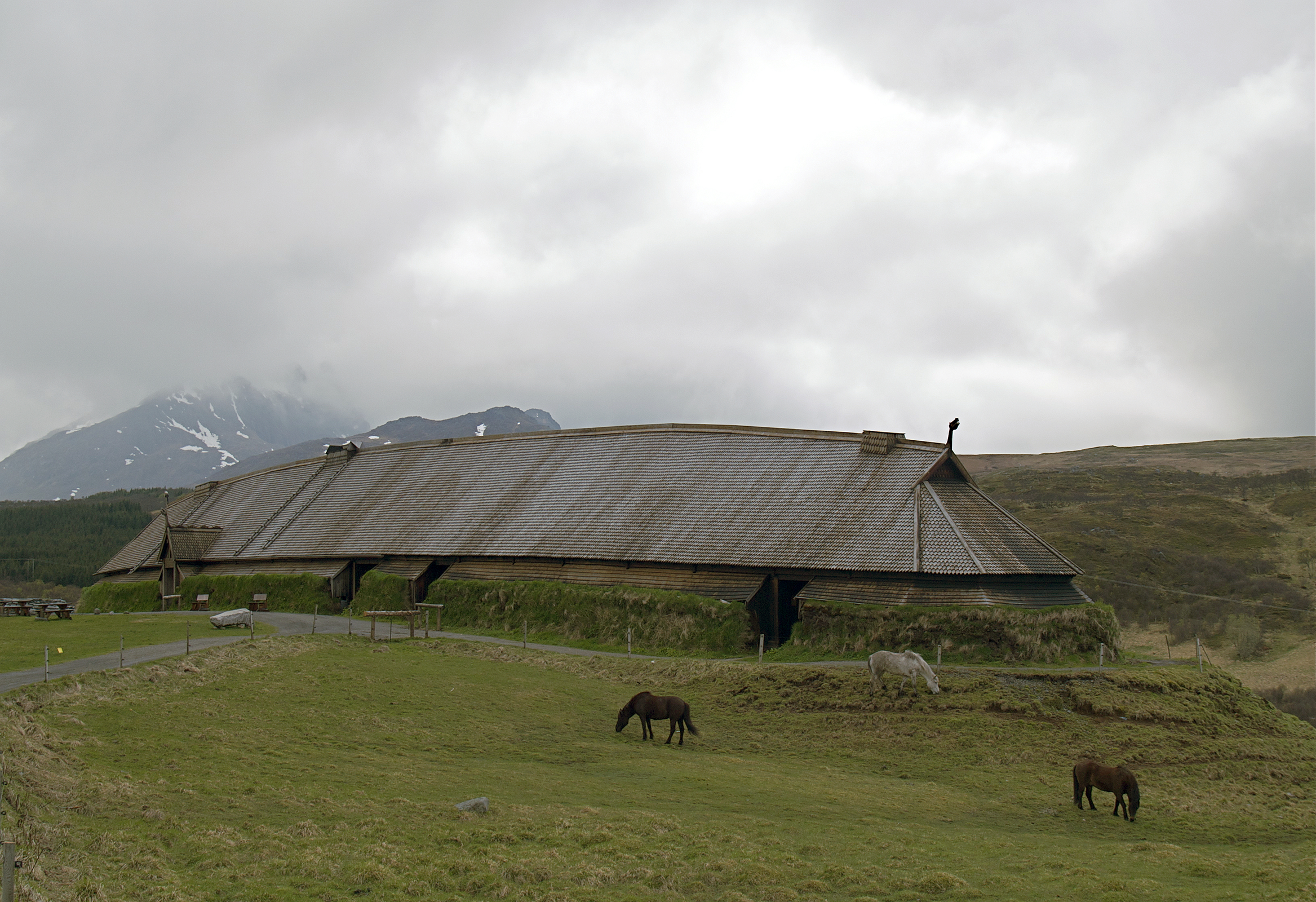
Borg mit rekonstruierter Halle als Wikingermuseum

Die Entdeckung der eisenzeitlichen Hallen im dänischen Gudme (aus dem 3. Jahrhundert) und im nordnorwegischen Borg (aus dem 5. oder 6. Jahrhundert) markiert einen Einschnitt in der nordeuropäischen Eisenzeitforschung. Während im Jahr 1993 in Dänemark 12 Hallen- und Zentralplätze bekannt waren, waren es 2003, als die Wikingersiedlung von Füsing entdeckt wurde, bereits 40.
In den letzten Jahrzehnten wurden in Nordeuropa, im Zuge der Zentralplatzarchäologie, insbesondere an Orten, die durch reiche Edelmetallfunde gekennzeichnet sind, weitere Hallen und in Norwegen auch Ansammlungen von Nausts entdeckt. Einige dieser sogenannten „Reichtumszentren“ besitzen Gebäude, die sich in jeder Beziehung vom Umfeld abheben. Wegen der architektonischen Besonderheiten und dem Fundspektrum werden sie seit den 1990er Jahren von der nordeuropäischen Forschung als Hallen bezeichnet. Die für das 3. Jahrhundert n. Chr. erstmals nachgewiesenen Hallen dienten weder als Wohn- noch als Lager- oder Stallgebäude. Ihre Architektur ist mit derjenigen kontinentaler Pfalzen verglichen worden. Es fehlt jedoch eine zusammenfassende Analyse der in Nordeuropa ausgegrabenen Hallen und der altnordischen Schriftüberlieferung. Eine Aufstellung der Zentralplatzindikatoren findet sich bei Charlotte Fabech und Bertil Helgeson. Die Forschungslage ist unbefriedigend, da wichtige untersuchte Hallen bislang unpubliziert sind, oder nur in kurzen Artikeln vorgestellt wurden. So bleibt auch unklar, ob die Orte reich wurden, weil sie Handel betrieben oder weil sie geistige Zentren waren.

Gudme – im Südosten Fünens

In der Literatur werden bereits einzelne große Gebäude am Ende der Bronzezeit (bis zu 50 × 10 m, mit Unterteilung in Wohn-, Stall- und Mittelteil) als Hallen (Halle von Seddin) bezeichnet. Bei ihnen gibt es jedoch keinen Hinweis darauf, dass es sich, wie bei den eisenzeitlichen Hallen, um Versammlungs- oder Kultorte handelt.

## Stand der Entdeckungen
Inzwischen wurden weitere Hallen entdeckt (z. B. in Lejre, Tissø und Erritsø in Dänemark, Forsand und Huseby in Norwegen sowie Alt-Uppsala, Hagebyhöga, Slöinge und Uppåkra in Schweden). Die Forschung wandte sich deshalb historischen Fürstensitzen zu, wie Alt-Uppsala in Schweden oder Borre in Norwegen, in der Hoffnung dort Hallen nachweisen zu können, was in Borre auch gelang. In Dänemark konnten bis heute anhand von Edelmetallfunden 40 eisenzeitliche Reichtumszentren lokalisiert werden, doch nur vereinzelt wurden Hallen entdeckt. Anfangs für Königssitze gehalten, sind die Zentren mit einem Einzugsgebiet von etwa 40 km Durchmesser jedoch eher Häuptlingssitze, die aber, ab Ende des 6. Jahrhunderts, die überlieferten mythischen Könige Dänemarks und Schwedens (in der Vendelzeit) vorbereiten.

## Namen
Eine besondere Halle ist die „Gudme Kongehal/Königshalle“. Ihre Bedeutung wird nicht nur durch zahlreiche Edelmetallfunde in dem 47 m langen Gebäude deutlich, sondern auch durch die Verknüpfung mit kultischen Ortsnamen, die in dieser Dichte in Skandinavien selten ist. Der Ortsname Gudme bedeutet „Götterheim“. Der Name ist abgewandelt auch an anderen Orten des Nordens anzutreffen, so etwa auf Bornholm als Gudhjem und in Schweden als Gudhem. Gudme ist umgeben von Hügeln, die Albjerg (= „Berg des Heiligtums“), Gjaldberg (= „Berg des Opfers“) und Gudbjerg (= „Berg der Götter“) heißen. Ein anderer besonderer Ortsname ist Tissø, (= „See des Gottes Tyr“). Das Gebäude im nordnorwegischen Borg (die Bezeichnung „Burg“ sollte ursprünglich auch kultischer Natur sein) ist ebenfalls außergewöhnlich. Bisher wurde nur hier eine Halle, die sich in einem viel größeren Haus (64 m lang) befindet, entdeckt; der Grund für die Bauweise kann klimatisch bedingt sein. Im 7. Jahrhundert wurde an gleicher Stelle ein 80 m langes Gebäude errichtet – diese Dimension ist anderswo unerreicht. Ortsnamensforscher haben angemerkt, dass sich Hinweise auf Hallen auch in Hofnamen überliefert haben, so im Falle von Uppsala.

## Definition
Der Schwede Frands Herschend hat 1999 eine Definition derartiger Hallen aufgestellt:
1. Die Halle ist Teil eines Hofkomplexes.
2. Sie besteht aus einem Raum mit einem Minimum an inneren Pfosten.
3. Sie hat eine besondere Lage innerhalb des Hofkomplexes.
4. Die Feuerstellen wurden nicht alltäglich (Kochen, Handwerk) genutzt.
5. Die Funde in der Halle haben einen anderen Charakter als Funde außerhalb des Gebäudes oder in den anderen Gebäuden.

## Bauweise und Funde
Die eisenzeitlichen Hallen zeichnen sich durch besondere Größe aus. Längen von 50 m sind keine Seltenheit. Dachtragende Pfosten mit Durchmessern bis zu 100 cm lassen eine große Gebäudehöhe vermuten. Im norwegischen Borg beträgt die innere Höhe im Rekonstruktionsbau etwa acht Meter. Rekonstruktionen anhand der Fundverteilung erwecken die Vorstellung von einem Hochsitz, auf dem der Hallenbesitzer vermutlich bei Feierlichkeiten saß. Auffällig ist, dass die wertvollen Funde insbesondere im Bereich der dachtragenden Pfosten lagen, wo sie entweder im Boden deponiert oder am Pfosten befestigt wurden. Waffenopferplätze (in Dankirke und Tissø) oder Waffenopfer neben der Halle (Uppåkra) sind ebenso belegt. Zugleich ist die Nähe der Hallen zu besonders großen Grabhügeln (in Borre und Alt-Uppsala) und frühen Kirchen (Alt-Uppsala und Uppåkra) auffällig. In der Halle sind häufig Glasscherben als Überreste herrschaftlicher Gelage (Dankirke, Helgö und Gammel Lejre) sowie kleine geprägte Goldplättchen, sogenannte Guldgubber (Borg, Gudme, Sorte Muld, Tissø und Uppåkra) anzutreffen. Neben den Metallfunden konnten in der Nähe der Hallen vielfach Schlackereste oder Gusstiegel als Spuren von  Schmiedehandwerk (Gudme, Helgö, Slöinge und Tissø) bezeugt werden. In einigen Fällen wurde neben der Halle ein umzäuntes Areal mit vielen Tierknochen (Tissø) oder ein kleineres Gebäude (Uppåkra und Järrestad) nachgewiesen. Die geborgenen Tierknochen sowie Amulettfunde weisen auf Kult hin.

## Verortung
Die eisenzeitliche Halle befindet sich immer an oder auf einem topografisch auffälligen Platz in der Siedlung. Sie liegt beispielsweise auf natürlichen (Borg, Erritsø und Slöinge) oder aufgeschütteten Hochflächen (Alt-Uppsala). In Borg musste das natürliche Plateau, das der kleineren Halle des 5. Jahrhunderts noch genügt hatte, erweitert werden, um im 7. Jahrhundert ein größeres Gebäude errichten zu können. Die geografische Verteilung erstreckt sich in Skandinavien, zumeist in Küstennähe, von Nordnorwegen (Borg/Lofoten) über Dänemark (Gudme, Erritsø, Tissø) bis Schweden. Doch eisenzeitliche Hallen sind kein rein skandinavisches Phänomen. So wurden auch in England Cheddar, Yeavering, in den Niederlanden (Wijster) und in Norddeutschland (Feddersen Wierde) mögliche Hallen entdeckt.

## Zeitstellung
Die in Skandinavien aus Holz erbauten Hallen sind vom 3. Jahrhundert bis zum Ende der Wikingerzeit (1050 n. Chr.) nachzuweisen, danach wurden sie von Steingebäuden abgelöst. Die Hallen waren offenbar wesentlich länger als andere Gebäude in Gebrauch. Ist bei letzteren mit einer Nutzungsdauer von etwa einer Generation (30 Jahre) auszugehen, so blieben die eisenzeitlichen Hallen (Järrestad und Gammel Lejre) bis zu 200 Jahre in Nutzung. Das im 7. Jahrhundert errichtete jüngere Gebäude in Borg bestand bis in die zweite Hälfte des 10. Jahrhunderts. Auffällig ist auch die Treue zum Standort, der nicht aufgegeben wurde, wenn die Halle abgerissen werden musste oder in Flammen aufging. Beim Neubau der Hallen in Borg, Gammel Lejre und Uppåkra wurden die Pfostenlöcher des Vorgängerbaus benutzt.

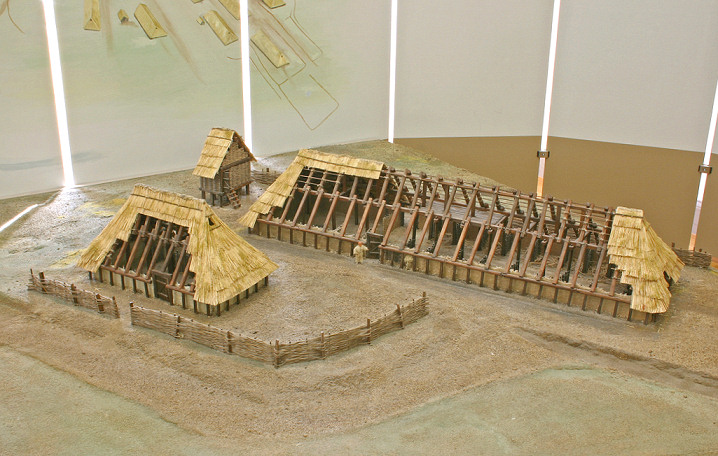
Früher als Hof bezeichnet; aber wohl eher eine Halle in „Feddersen Wierde“ – hier im Rekonstruktionsmodell

In jüngster Zeit erfolgte die Zuordnung als „Halle“ oft einem Befund, dessen endgültige Bewertung noch aussteht. Nicht jedes große Holzhaus war eine Halle im Sinne der Halle in Gudme. Einigen Hallen (z. B. der in Gammel Lejre) fehlt der Nachweis herausragender Funde, obwohl mittelalterliche Quellen den Ort als Herrschersitz benennen.
Die Bezeichnung „Halle“ wird unterschiedlich genutzt. So verwendet die skandinavische und englische Forschung den Begriff, während in Deutschland mit „Herrschaftssitz“ auf die Funktion des Gebäudes verwiesen wird. Auch die Bezeichnung „Saal“ (als Übersetzung von lateinisch aula) wird verwendet, wohingegen andere Gebäude (z. B. in Feddersen Wierde und Runder Berg bei Bad Urach) zuweilen als Halle angesprochen werden.
Neben Verbreitung, Konstruktion, Datierung und Fundspektrum ist für die Interpretation des Gebäudetyps eine interdisziplinäre Betrachtung wichtig, die zu einer Funktionszuordnung und Deutung führt. Dabei sind neben Ortsnamen und historischen Dokumenten auch mittelalterliche Schriftquellen hinzuzuziehen, die zwar aus jüngerer Zeit als die archäologischen Befunde stammen, jedoch retrospektiv auf vergangene Epochen verweisen und dabei auffallend häufig Hallen nennen. Auf der Basis dieser schriftlichen Überlieferung wurden die ausgegrabenen Gebäude überhaupt als Hallen gedeutet.

## Hallenbrand
In alten nordischen Texten ist die Halle als Aufenthaltsort von Königen ausgewiesen. In der Königshalle wurde gefeiert, beraten und gekämpft, nicht selten erfüllte sich das Schicksal ganzer Familien in einer Halle. Politik, Allianzen, Recht und Schicksal treffen in der Halle motivisch aufeinander und dieses Zusammentreffen eskalierte nicht selten in einem Inferno, dem „Hallenbrand“.
Heldenlieder zeugen davon, dass die totale Zerstörung eines Feindes, die Auslöschung seines Geschlechts, mit dem Verbrennen seiner Feierhalle einhergeht (z. B. Atlakviða). Daher zünden die Protagonisten häufig Hallen an, um Machtansprüche geltend zu machen und die Ohnmacht der Gegner darzustellen (z. B. Hervarar saga ok Heiðreks).
In der eddischen Dichtung enden große Geschlechter mit dem Anzünden ihrer Hallen. Budlungen und Gjukungen, Geschlechter der Nibelungensage, wurden genauso in einer Halle verbrannt wie einige dänische und schwedische Sagenkönige. So herrschten und verbrannten im 6. Jahrhundert die mythisch überlieferten Hrólfr Kraki in einer Halle in Gammel Lejre und König Adils (oder Edgilds) in einer Halle in Alt-Uppsala. An beiden Orten erbrachten archäologische Untersuchungen Hallenreste. Eine Halle in Gamla Uppsala wurde nachweislich im 9. Jahrhundert durch ein Feuer zerstört.
Dies ist zwar eine bemerkenswerte Übereinstimmung von archäologischem Befund und jüngeren Schriftquellen, stimmt aber zeitlich nicht zu den Namen. Die Erwähnung der Hallen in Schriftquellen und der häufig genannte Hallenbrand sind Hinweise darauf, dass es sich bei der Halle um ein außergewöhnliches Gebäude gehandelt haben muss. Im schwedischen Högom wurde über einer verbrannten Halle des 5. Jahrhunderts eine Art Grabhügel errichtet. Dies deutet eindeutig darauf, dass die Halle kein „profanes oder normales Gebäude“ war. Die Sitte, Gebäude, bei denen es sich offenbar um Tempel handelte, unter Hügeln zu begraben, ist bereits im 14. Jahrhundert v. Chr. im Grabhügel von Trappendal belegt.